# Eleonora de Bohun
Eleonora de Bohun (17. října 1304 – 7. října 1363) byla anglická šlechtična narozená na hradě Knaresborough Humphreymu de Bohun Alžbětě, dceři krále Eduarda I. a Eleonory Kastilské. Po smrti svých rodičů, byla umístěna do péče své tety Marie Anglické a vyrůstala v převorství Amesbury společně se svými různými sestřenicemi včetně Johany Gavestonové, Isabely z Lancasteru a Johany de Monthermer. Eduard II. Anglický dal převorství velkorysý příspěvek 100 marek ročně na výchovu Eleonory a její mladší sestřenice, Johany Gavestonové.
Eleonora se dvakrát vdala: poprvé v roce 1327 za Jamese Butlera, 1. hraběte z Ormondu, (syna Edmunda Butlera a Johany FitzGerald) který zemřel v roce 1337. Eleonora se znovu vdala o šest let později, v roce 1343, za Tomáše de Dagworth, který byl zabit v útoku na Bretaň v roce 1352.
Z prvního manželství byla Eleonora předkem Anny Boleynové a Kateřiny Parrové, manželek krále Jindřicha VIII. Ostatní její potomci zahrnují vévody z Beaufortu, Newcastlu, Norfolku, hrabata z Ormondu, Desmondu, Shrewsbury, Dorsetu, Rochesteru, Sandwiche, Arundelu, a Staffordu.

## Potomci
S Jamesem Butlerem:
- Jan
- Petronila
- James Butler, 2. earl z Ormonde

S Tomášem de Dagworth:
- Eleonora